# العلاقات التنزانية العمانية
العلاقات التنزانية العمانية هي العلاقات الثنائية التي تجمع بين تنزانيا وسلطنة عمان.

## مقارنة بين البلدين
هذه مقارنة عامة ومرجعية للدولتين:
| وجه المقارنة                                              | تنزانيا                        | سلطنة عمان    |
| --------------------------------------------------------- | ------------------------------ | ------------- |
| المساحة (كم2)                                             | 947.30 ألف                     | 309.50 ألف    |
| عدد السكان (نسمة)                                         | 57.31 مليون                    | 4.64 مليون    |
| الكثافة السكانية (ن./كم²)                                 | 60.5                           | 14.99         |
| العاصمة                                                   | دودوما                         | مسقط          |
| اللغة الرسمية                                             | اللغة السواحلية، لغة إنجليزية  | اللغة العربية |
| العملة                                                    | شيلينغ تانزاني                 | ريال عماني    |
| الناتج المحلي الإجمالي (بليون دولار)                      | 52.09 مليار                    | 72.64 مليار   |
| الناتج المحلي الإجمالي (تعادل القوة الشرائية) بليون دولار | 138.73 مليار                   | 179.49 مليار  |
| الناتج المحلي الإجمالي الاسمي للفرد دولار أمريكي          | 878                            | 15.55 ألف     |
| الناتج المحلي الإجمالي للفرد دولار أمريكي                 | 2.54 ألف                       | 38.63 ألف     |
| مؤشر التنمية البشرية                                      | 0.521                          | 0.793         |
| رمز المكالمات الدولي                                      | +255                           | +968          |
| رمز الإنترنت                                              | .tz                            | عمان          |
| المنطقة الزمنية                                           | ت ع م+03:00، توقيت شرق أفريقيا | ت ع م+04:00   |

## منظمات دولية مشتركة
يشترك البلدان في عضوية مجموعة من المنظمات الدولية، منها:
| علم المنظمة | اسم المنظمة                               | تاريخ انضمام تنزانيا | تاريخ انضمام سلطنة عمان |
| ----------- | ----------------------------------------- | -------------------- | ----------------------- |
|             | مؤسسة التنمية الدولية                     | 6 نوفمبر 1962        | 1973                    |
|             | يونسكو                                    | 6 مارس 1962          | 10 فبراير 1972          |
|             | وكالة ضمان الاستثمار متعدد الأطراف        | 19 يونيو 1992        | 1989                    |
|             | الأمم المتحدة                             | 14 ديسمبر 1961       | 7 أكتوبر 1971           |
|             | الاتحاد البريدي العالمي                   | ?                    | ?                       |
|             | البنك الدولي للإنشاء والتعمير             | 10 سبتمبر 1962       | 1971                    |
|             | الاتحاد الدولي للاتصالات                  | 31 أكتوبر 1962       | 28 أبريل 1972           |
|             | منظمة حظر الأسلحة الكيميائية              | ?                    | ?                       |
|             | مؤسسة التمويل الدولية                     | 10 سبتمبر 1962       | 1973                    |
|             | المركز الدولي لتسوية المنازعات الاستشارية | 17 يونيو 1992        | 1995                    |
|             | منظمة التجارة العالمية                    | 1995                 | 2000                    |
|             | منظمة الشرطة الجنائية الدولية             | ?                    | ?                       |

## أعلام
هذه قائمة لبعض الشخصيات التي تربطها علاقات بالبلدين:
- إميلي رويتي (كاتبة ألمانية، 30 أغسطس 1844 – 29 فبراير 1924[20])
- تيبوتيب (تاجر تنزاني، 1837[21] – 13 يونيو 1905)
- سليم احمد سليم (23 يناير 1942 – )
- علي محسن البرواني (سياسي تنزاني، 13 يناير 1919 – 20 مارس 2006)

## وصلات خارجية
- موقع وزارة الخارجية التنزانية
- موقع وزارة الخارجية العمانية